# 이집트 숫자
이집트 숫자는 고대 이집트에서 기원전 3000년 무렵부터 쓰인 상형 문자로 표기된 숫자이다. 기원후 1000년 무렵까지 쓰였다. 이집트 수의 명수법은 십진법에 기반하고 있었지만 위치 기수법을 사용하지 않았기 때문에 수의 표기는 상형문자를 병렬하여 나타내었다.

## 역사

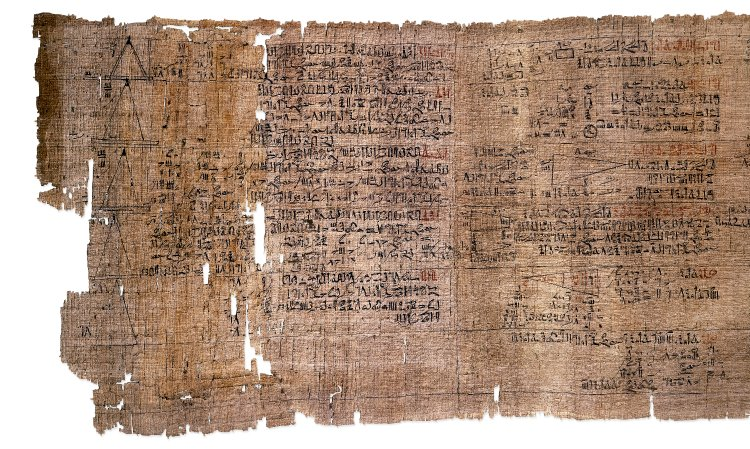
린드 파피루스

고대 이집트는 오래 전부터 많은 기록을 남겼고 이 기록들을 통해서 숫자의 사용 시기도 알 수 있다. 기원전 3100년 무렵 제작된 철퇴에는 전투의 승리를 기념하는 상형문자가 새겨져 있으며 그 가운데에는 여러 가지 수가 포함되어 있다. 기원전 1850년 무렵 제작된 모스크바 파피루스에는 여러 가지 기초 산술 문제가 이집트 숫자를 사용하여 실려 있다. 기원전 1650년 무렵 고대 이집트의 수학자 아메스가 신성문자를 사용하여 85개의 문제를 수록한 수학책을 발간하였다. 이 수학책은 아메스 파피루스 또는 린드 파피루스로 불린다. 기원전 1167년 무렵 라메시스 4세가 왕위를 계승하면서 아버지인 라메시스 3세의 업적을 기리는 파피루스를 제작하였다. 헤리스 파피루스라고 불리는 이 문서에는 당시 사원의 재산 목록이 포함되어 있어 당시 실용적인 산술의 예를 알 수 있게 해 준다.

## 숫자
이집트 숫자는 상형문자로 되어 있고 해당하는 수 만큼 숫자를 병렬하여 나타내었다. 상형문자의 기본 단위는 10의 거듭제곱을 바탕으로 하고 있다.
| Z1 |

| Z1 |

| V20 |

| V20 |

| V1 |

| V1 |

| M12 |

| M12 |

| D50 |

| D50 |

| I8 |

| I8 |

| I7 |

| I7 |

| C11 |

| C11 |

위 표의 기본 단위를 사용하여 4622를 나타내면 다음과 같다.
| M12 | M12 | M12 | M12 |

| V1 · V1 · V1 · V1 · V1 · V1 |

| V20 | V20 | Z1 | Z1 |

| M12 | M12 | M12 | M12 |

| V1 · V1 · V1 · V1 · V1 · V1 |

| V20 | V20 | Z1 | Z1 |

해당 숫자 체계에는 0의 대한 표기가 없다.

## 분수의 표기
이집트 숫자 표기에서 일반적인 유리수는 정수의 비로 나타내었다. 그러나 단위분수는 특별히 별도의 기호를 사용하였다.
| D21 |

위 기호는 “입” 또는 “그것들 사이에”란 의미의 상형문자이다. 이 기호 밑에 수를 쓰면 해당 정수의 역수를 의미했다. 예를 들어 1/3은 다음과 같이 나타낼 수 있다.
| D21 · Z1 · Z1 · Z1 |

| D21 · Z1 · Z1 · Z1 |

또한 1/2, 2⁄3, 3⁄4는 아래와 같이 나타내었다.
| Aa13 |

| Aa13 |

| D22 |

| D22 |

| D23 |

| D23 |

## 연산 기호
이집트 상형 문자에서 덧셈과 뺄셈 기호는 아래와 같았다.
| D54 | , | D55 |

## 주해
1. ↑  1893년 발견되어 모스크바에 보관된 파피루스

## 같이 보기
- 이집트어